# Déa Koeloembegasjvili
Déa Koeloembegasjvili (Georgisch: დეა კულუმბეგაშვილი) is een Georgisch filmregisseur en scenarioschrijfster. Ze werd bekend met haar film Dasatskisi uit 2020, die verscheidene prijzen won.

## Biografie
Dea Koeloembegasjvili werd geboren in Orjol, Rusland en groeide op in Lagodechi, een kleine plaats in Georgië aan de voet van de Grote Kaukasus bij de grens met Azerbeidzjan. Haar filmmaken werd beïnvloed door haar ervaringen van het opgroeien in een plaats met een mix van etniciteiten en nationaliteiten.
Ze ging naar New York, waar ze zich inschreef voor Mediastudies aan The New School, voordat ze een Master of Fine Arts in filmregie behaalde aan de Columbia University School of the Arts, waar ze zich in 2014 inschreef.

## Carrière
Koeloembegasjvili's debuut, de korte film, Invisible Spaces (Ukhilavi Sivrtseebi), werd genomineerd voor de Gouden Palm voor korte film op het Filmfestival van Cannes 2014. Twee jaar later ging haar tweede korte film, Léthé, in première op het Filmfestival van Cannes 2016. Beide films werden vertoond in het Museum of Modern Art in New York en op andere filmfestivals. Datzelfde jaar ontving ze de Tsinandali Cinema Art Award 2016 in Georgië.
Ze was co-schrijver en co-producent, samen met Rati Oneli (die ook regisseerde), van de documentairefilm City of the Sun (2015-2017).
In 2020 regisseerde Koeloembegasjvili haar eerste speelfilm Dasatskisi (Beginning). Oorspronkelijk kreeg de film de werktitel Naked Sky. De film ontving een productiesubsidie van het International Film Festival Rotterdam (IFFR) en Koeloembegasjvil kreeg van het filmfestival van Cannes de "Cinéfondation"-residentie in Parijs, en hulp van het "Sam Spiegel International Film Lab", het Internationaal filmfestival van Sofia en het Filmfestival van Sarajevo bij de ontwikkeling. De film debuteerde in september 2020 op het Internationaal filmfestival van Toronto en won verschillende prijzen.
Koeloembegasjvili ontving in 2022 een Baumi Script Development Award voor haar tweede speelfilm, over een abortuskliniek in landelijk Georgië. De opnames van het project, later April genoemd, vonden plaats in 2023. De film ging in 2024 in première op het 81e Filmfestival van Venetië, waar hij de "Speciale Juryprijs" won.

## Filmografie
- 2024: April
- 2020: Dasatskisi (Beginning)
- 2016: Léthé (korte film)
- 2014: Ukhilavi sivrtseebi (Invisible Spaces) (korte film)

## Prijzen en nominaties
De belangrijkste:
| Jaar | Prijs                                   | Categorie                            | Film                | Uitslag     |
| ---- | --------------------------------------- | ------------------------------------ | ------------------- | ----------- |
| 2024 | Filmfestival van Venetië                | Gouden Leeuw                         | April               | Genomineerd |
| 2024 | Europese filmprijzen                    | European University Film Award       | April               | Genomineerd |
| 2021 | Europese filmprijzen                    | Beste debuutfilm                     | Dasatskisi          | Genomineerd |
| 2020 | Filmfestival van San Sebastián          | Gouden Schelp                        | Dasatskisi          | Gewonnen    |
| 2020 | Filmfestival van San Sebastián          | Zilveren Schelp voor beste regisseur | Dasatskisi          | Gewonnen    |
| 2020 | Internationaal filmfestival van Toronto | FIPRESCI-prijs                       | Dasatskisi          | Gewonnen    |
| 2014 | Filmfestival van Cannes                 | Gouden Palm voor beste kortfilm      | Ukhilavi sivrtseebi | Genomineerd |